# Hanane Sabri-Baala
Hanane Sabri-Baala (née le 8 décembre 1975 à Armentières) est une athlète française, spécialiste des courses de demi-fond.

## Biographie
Elle est sacrée championne de France du 1 500 mètres en 2001 à Saint-Étienne.
Elle participe aux championnats du monde d'athlétisme 2001, à Edmonton, où elle s'incline dès les séries du 1 500 m.
En mai 2019, Hanane SABRI rejoint VF Corporation en tant que Directrice Marketing Asie-Pacifique de Kipling  au siège de Hong-Kong.

### Vie de famille
Hanane Sabri se marie en 2000 avec Mehdi Baala qu'elle a rencontré à l'ASPTT Strasbourg. Ils ont une fille prénommée Amelle, née en 2003. Le couple divorce en 2011.